# Dicranota (Rhaphidolabis) perlongiseta
Dicranota (Rhaphidolabis) perlongiseta is een tweevleugelige uit de familie Pediciidae. De soort komt voor in het Oriëntaals gebied.